# Consuegra
Consuegra – miasto w Hiszpanii, we wspólnocie autonomicznej Kastylia-La Mancha. W 2006 liczyło 10 538 mieszkańców.
W mieście znajduje się wiele wiatraków, a także XVIII-wieczny zamek.
Urodził tu się kapelan Francisco Pizarro i pierwszy biskup Quito García Díaz Arias.